# 比叡山人工スキー場
比叡山人工スキー場（ひえいざんじんこうスキーじょう）は、京都府京都市左京区修学院にかつてあったスキー場である。
冬期は天然雪と人工雪（砕氷型およびスノーガン）の組み合わせでスキー場を営業し、夏期はグラススキーおよび、アストロスキー（以前はプラスノースキー）の営業をおこなっていた。
しかし、暖冬やスキー客の減少に伴い、2000年（平成12年）シーズンにて夏期営業を中止、さらに2001年（平成13年）シーズンの冬期営業を最後に閉鎖となった。

## 沿革
- 1964年（昭和39年） - 開業
- 2002年（平成14年） - 11月に営業中止を発表、閉鎖に到る。

## コース
- 冬期：1本
- 夏期：ゲレンデボトムから左半面をアストロスキー用・右半面をグラススキー用として営業

## リフト
- ペアリフト 170m

## 施設
- 食堂
- レストハウス
- レンタルスキー
- チケット売り場

## アクセス
- 京福電気鉄道鋼索線・ケーブル比叡駅より徒歩約10分